# Голоценова дегляціація
Голоценова дегляціація — географічне явище, пов'язане з глобальним відступом льодовиків (дегляціація), що раніше просувалися під час останнього льодовикового максимуму. 
Відступ льодовикового покриву розпочався бл. 19 000 років тому і прискорився після бл. 15 000 років тому. 
Голоцен, який розпочався з різкого потепління 11 700 років тому, призвів до швидкого танення залишків льодовикових покривів Північної Америки та Європи.

## Географічні особливості

### Антарктида

Фрагменти шельфового льодовика Ларсен B протрималися до 2005 року.

Радіовуглецеве датування було використано для визначення дати початку дегляціації на острові Олександра І 18 000 років тому.
Найвіддаленіші місця, як-от затока Маргеріт, зазнали повної дегляціації 12 000 років тому, а подальша дегляціація відбувалась ще 3000 років. 

Шельфовий льодовик Ларсена утворився на початку голоцену, за останніми оцінками, 10 700 років тому. 
 
Деякі сегменти шельфового льодовика, Ларсен А, зазнали руйнації в 1995 році, а великий сегмент Ларсен В зазнав руйнації в 2002 році. 

### Європа
Численні долини Кернгормсу, гірського регіону на сході Гайлендсу, всіяні відкладеннями цього періоду.
На північному заході Ісландії Ісландський льодовиковий щит почав нерівномірний відступ приблизно 15 000 років тому. 

Поверхневе датування за допомогою ізотопу 36Cl було основним засобом датування валунів і кінцевих морен у районі Драунгайокюдль в Ісландії. 
 
Вік нерівних валунів і морени, знайдених поблизу долини Лейруфьордур, коливається від 7 до 12 тисяч років. 

Середній вік угруповань валунів у районі Лейруфьордур становить 9,3 тисячі років тому. 
 
Безпосередньо на південь від Лейруфьордура в долині Калдалон середній вік валунів становить 15 000 років. 

Два різні середні віки є результатом різних темпів льодовикової активності в Ісландії. 

Іншою територією, яка зазнала дегляціації під час голоцену, є острів Західний Шпіцберген в архіпелазі Шпіцберген, Норвегія. 

За останні 12 000 років відкриті кам’яні стіни руйнувалися внаслідок суміші біогенного відшарування, роздроблення від морозу та ослаблення напруги, що виникає, коли льодовики відступають. 

Один зі способів вимірювання швидкості відступу кам’яної стіни – дослідження діаметрів місцевих лишайників для встановлення віку зростання. 

### Північна Америка
Відступ Лаврентійського льодовикового щита в Канаді призвів до утворення морен і до 26 прильодовикових озер, розкиданих по всій центральній частині Канади. 
Дегляціація відбувалася з останнього льодовикового максимуму (21 000 років тому) приблизно до 7000 років тому. 
Деякі з озер у сьогоденній південній частині затоки Унгава зазнали повної дегляції бл. 6000 років тому. 

Викид талої води з льодовикового доісторичного озера Агассіс сприяла неогляціації під час голоцену, що призвело до сплеску льодовикової активності принаймні аж до Ісландії. 

Регіони Нууп-Кангерлуа та Сермілік на південному заході та південному сході Гренландії відповідно є двома місцевостями, які зазнали дегляціації після початку періоду потепління в голоцені. 

Підвищення атмосферних температур, а також потепління води в морі Лабрадор прискорили швидкість дегляціації, яка почалася на узбережжі Гренландії, перш ніж розпочатися вглибині країни. 

Морени, розташовані у внутрішній частині району Нууп-Кангерлуа, датовані 8,1-8,3 тисячами років тому; вони відзначають місцеве похолодання, яке спричинило повторне просування льодовиків і залишило позаду морени. 

Сучасна річка Огайо утворилася, коли річку тимчасово перегородили дамбою на південний захід від Луїсвілля, штат Кентуккі, утворивши велике озеро, поки дамбу не прорвало. 
Річка Огайо значною мірою замінила колишню дренажну систему річки Тейс, яка була порушена льодовиками.
Стародавнє озеро Чикаго, розташоване на південній околиці Вісконсінського льодовика, знаходило послідовно місця для скиду води, коли льодовик відступав, доки не було відкрито сточище річкою Святого Лаврентія. 
Відповідно до кожного рівня, залишки берега озера можна знайти в багатьох областях. 
Одну доісторичну берегову лінію окреслює Блафф-авеню, вулиця що прямує з півночі на південь на східній стороні Ла-Грендж, штат Іллінойс.
Сучасне розташування дельти річки та склад осаду у північному Мічигані були створені льодовиковим озером. 
Озеро виникло в результаті відступу льодовиків. 

### Південна Америка
Північнопатагонське льодовикове поле є одним із місць, які зазнали сплеску льодовикової активності під час періоду неогляціації. 
Кінцеві морени утворені 5,7 тис років тому льодовиком Сан-Рафаель, а приблизно 4,96 тис років тому утворені сусіднім льодовиком Колонія. 

У Південнопатагонському льодовиковому полі, розташованому в Аргентині та Чилі, деякі льодовики фактично досягли свого піка ще в 19 столітті, про що свідчать морени. 
. 
Іншим залишком льодовикової активності у Південнопатагонському льодовиковому полі є створення каналів талої води всередині водозливу Ель-Канал, знайденого поблизу озера Лаго-дель-Торо в Чилі. 
Різні шари стратифікації були використані для датування різних проявів льодовикових озер у регіоні. 

### Нова Зеландія
Останні 30 років, у той час як у більшості місць льодовики продовжували відступати, льодовики, розташовані у Південних Альпах Нової Зеландії, зазнали розвитку. 
Льодовики, розташовані поблизу узбережжя, наприклад у Новій Зеландії, особливо реагують на зміну клімату та служать індикатором місцевих кліматичних змін. 
Очікуване потепління води поблизу Нової Зеландії в Тасмановому морі призведе до зменшення балансу льодовикової маси. 